# Louis Amédée Mante

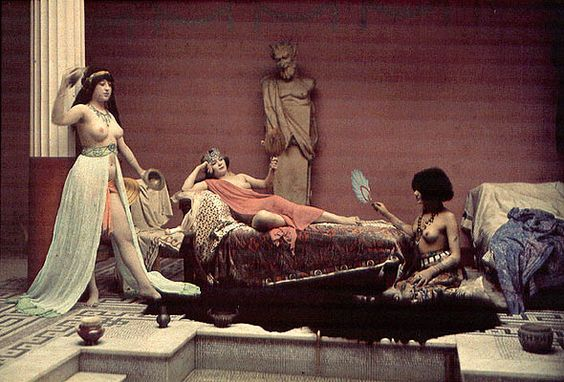
Spolupráce Manteho a Goldschmidta, autochrom, asi 1910

Louis Amédée Mante (1826, Paříž – 1913) byl francouzský fotograf a vynálezce, jehož pozdější kariéra se shodovala s kariérou jeho spolupracovníka a pozdějšího zetě Edmonda Goldschmidta (1863–1934).

## Život
Louis Amédée Mante údajně vyvinul svůj vlastní postup pro barvení fotografických tisků v Paříži v roce 1895.  Proces, nazvaný 'Mantochrome', byl velmi podobný pozdějšímu, slavnějšímu Autochrome .  Stále více pracoval po boku Edmonda Goldschmidta, bohatého a talentovaného mladého fotografa, který získal zlatou medaili za své barevné fotografie na pařížské výstavě v roce 1892 a později se oženil s jednou z Manteových dcer. 
Mante prý kdysi bydlel ve stejné budově jako Edgar Degas na rue Norvins v Paříži a Degas namaloval manželku svého souseda a dvě dcery pastelem The Monte Family, asi v roce  1884.

## Dílo

Mante
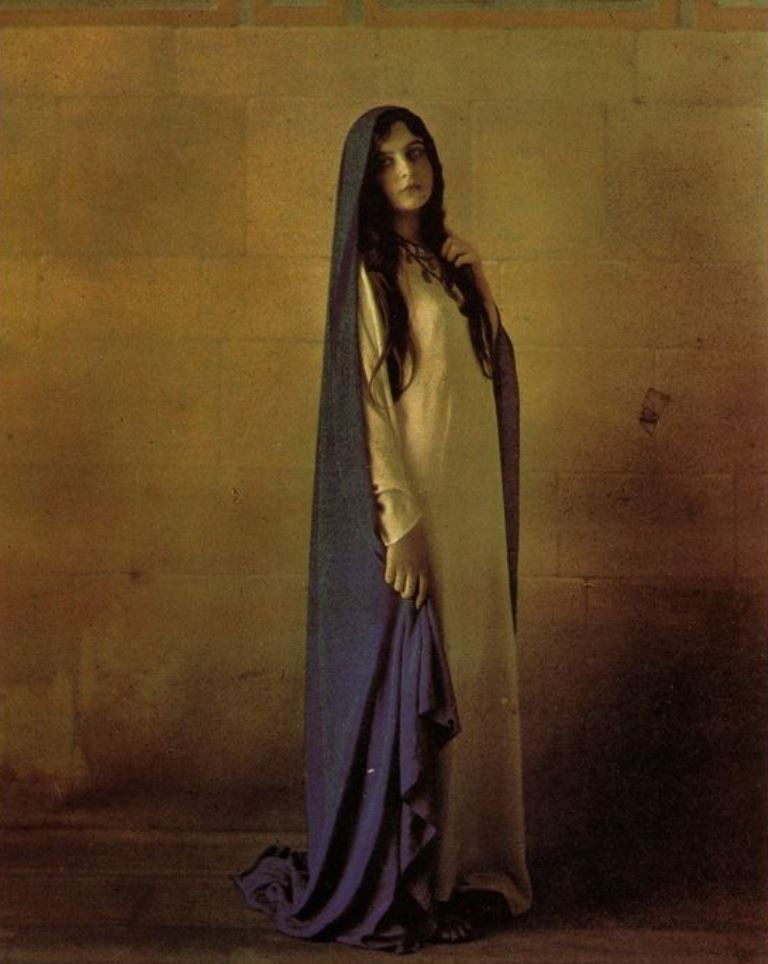
Cléo de Mérode, 1895
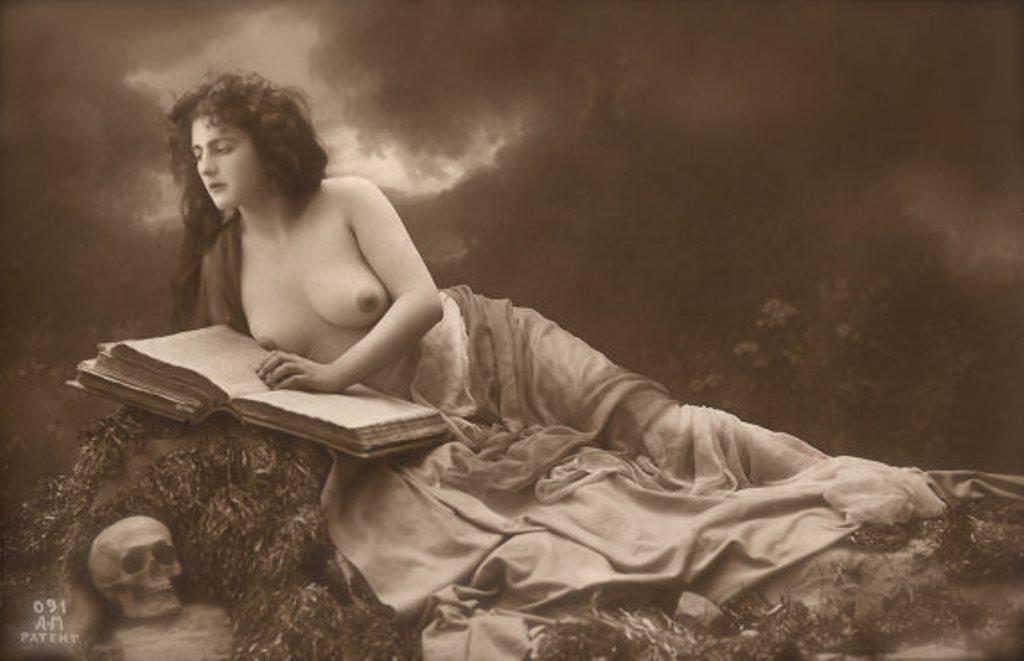
Žena (A M Patent 091), asi 1900
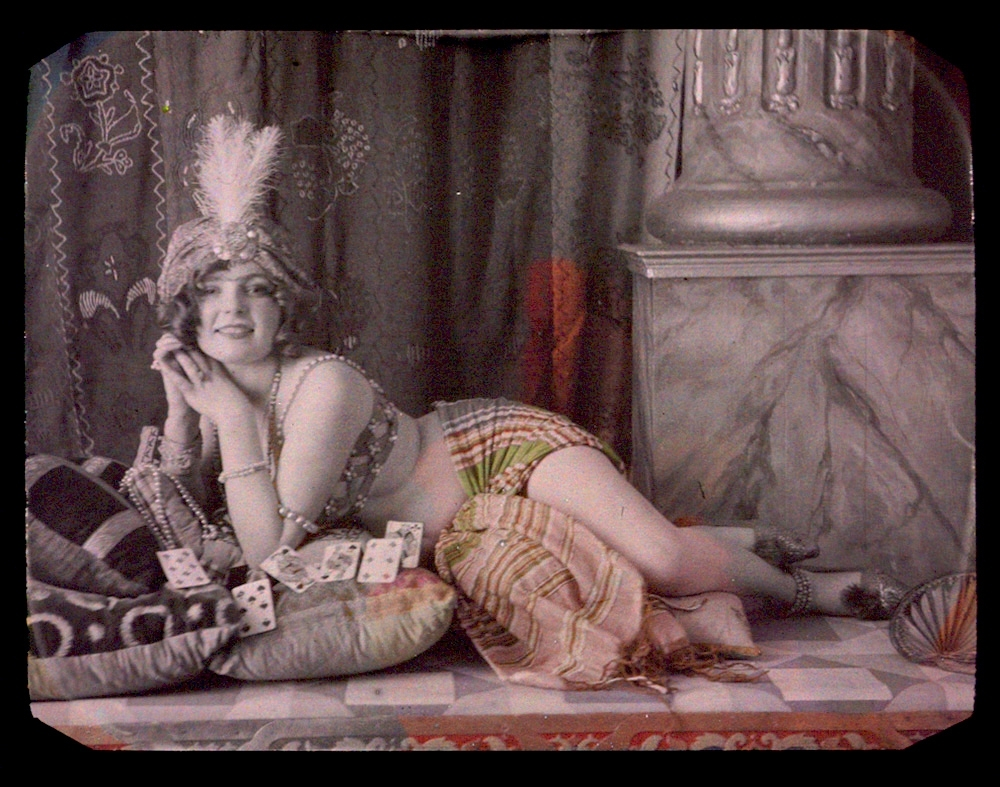
Odaliska s hracími kartami, 1912

Mante a Goldschmidt
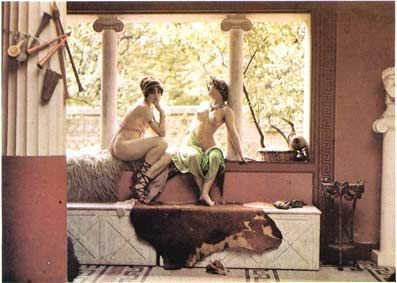
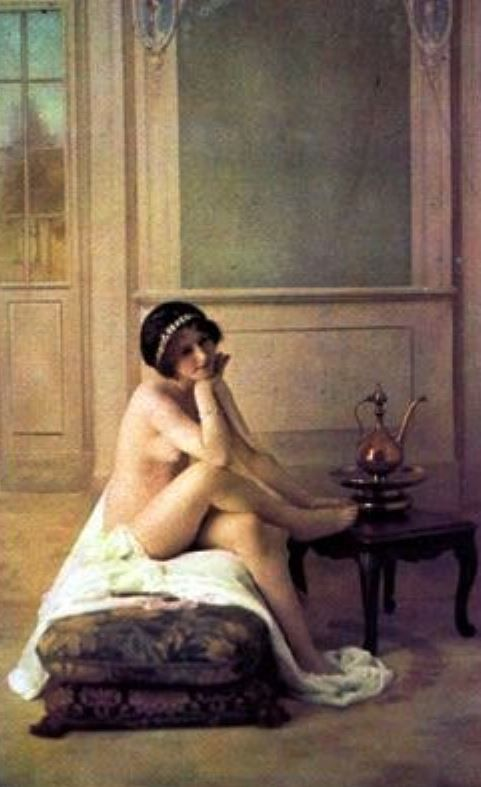
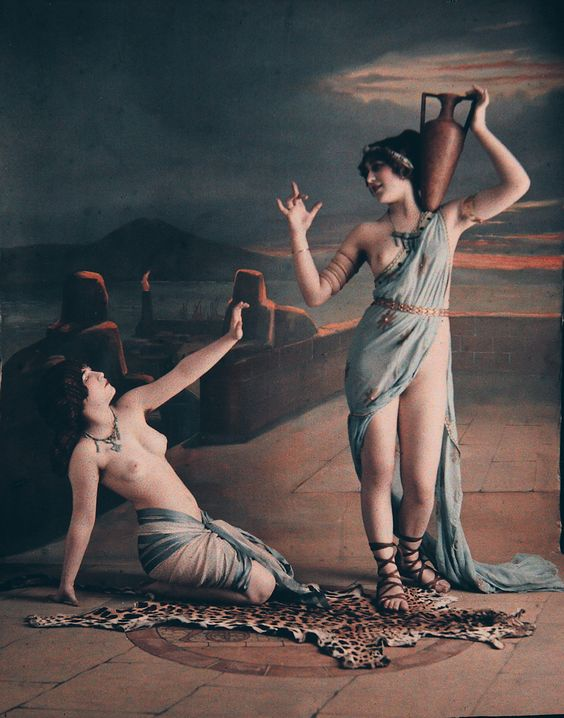
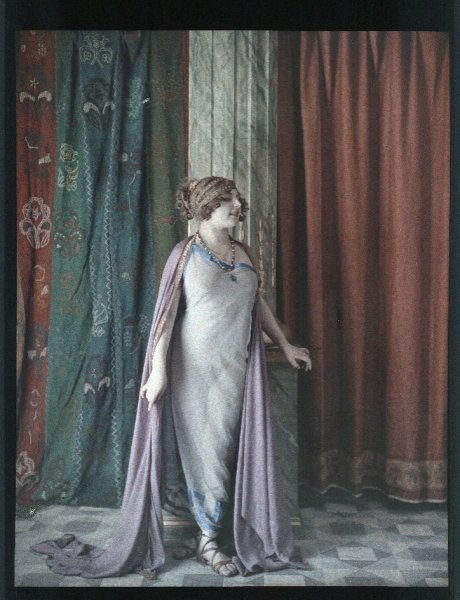
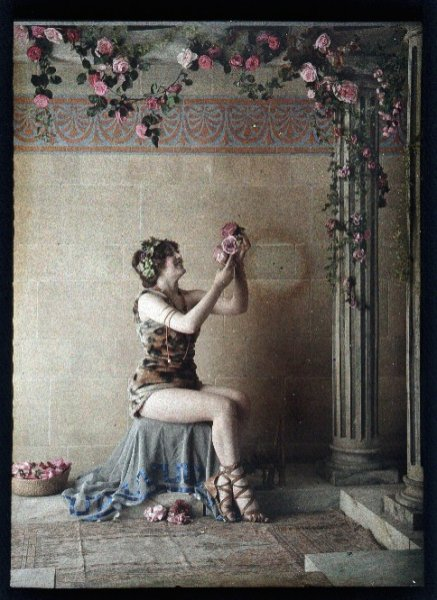